# Cody Gakpo
Cody Mathès Gakpo, född 7 maj 1999, är en nederländsk fotbollsspelare som spelar för Liverpool och Nederländernas landslag.

## Klubbkarriär
Gakpo debuterade i Eredivisie den 25 februari 2018 i en 3–1-vinst mot Feyenoord, där han blev inbytt på stopptid mot Steven Bergwijn.
Den 28 december 2022 värvades Gakpo av Liverpool, där han skrev på ett kontrakt till juni 2028.

## Landslagskarriär
Gakpo blev uttagen i Nederländernas trupp till EM i fotboll 2020, trots att han tidigare inte spelat någon seniorlandskamp. Gakpo debuterade för Nederländerna den 21 juni 2021 i en 3–0-vinst över Nordmakedonien, där han blev inbytt i den 79:e minuten mot Frenkie de Jong. Cody Gakpo trivs som fisken i vattnet i storturneringar, där han redan gjort 6 mål trots sin unga ålder.